# 1200 dans les croisades
Cette page regroupe les évènements concernant les Croisades qui sont survenus en 1200 :
- mort d'Heinrich Walpot, fondateur de l'Ordre Teutonique[1].
- 21 décembre : mort de Gilbert Hérail, grand maître de l'Ordre du Temple[2].